# دانييل ماركوس
دانيال آرون ماركوس مورينو (بالإسبانية: Daniel Aaron Marcos Moreno؛ مواليد 7 مارس 1993) هو مُقاتل فنون قتالية مختلطة بيروفي.

## وصلات خارجية
لا توجد روابط لمواقع التواصل الاجتماعي.

- دانييل ماركوس على موقع يو إف سي (الإنجليزية)
- دانييل ماركوس على موقع شيردوغ (الإنجليزية)
- دانييل ماركوس على موقع Tapology.com (الإنجليزية)
- دانييل ماركوس على موقع فايت ماتريكس (الإنجليزية)
- دانييل ماركوس على موقع إي إس بي إن (الإنجليزية)